# Nicodem ben Gurion
Nicodem ben Gurion fou un jueu ric que visqué a Jerusalem, al segle primer de la nostra era. Es creu àmpliament que és la mateixa persona que el Nicodem esmentat a l'Evangeli de Joan.［Jn 3:1］
Ben Gurion significa "fill de Gurion" en hebreu i el seu veritable nom era aparentment "Bunai", però va adquirir el sobrenom de "Nicodem", que significa "conqueridor dels pobles" (de νίκη i δῆμος) a causa d'una resposta miraculosa a una oració que va fer.
Nicodem sembla haver estat una figura rica i respectada, conegut per la seva santedat i generositat. Fou un opositor dels zelotes i de la rebel·lió contra Roma que va portar a la destrucció de Jerusalem.
Quan Vespasià es va convertir en emperador, Nicodem va buscar la pau amb el fill de l'emperador, Tit, que estava duent a terme la guerra. Actuà contra la continuació de la guerra per part de zelotes. En represàlia, aquests van destruir els magatzems de provisions que ell i els seus amics havien acumulat per a l'ús dels pelegrins.